# Quan hệ Các Tiểu vương quốc Ả Rập Thống nhất – Tòa Thánh
Quan hệ Các Tiểu vương quốc Ả Rập Thống nhất – Tòa Thánh là quan hệ đối ngoại giữa Toà Thánh và Các Tiểu vương quốc Ả Rập Thống nhất. Hình thức liên lạc sớm nhất giữa các quan chức của cả hai quốc gia là khi người sáng lập ra U.A.E. Sheikh Zayed bin Sultan Al Nahyan đã gặp gỡ không chính thức Giáo hoàng Gioan Phaolô II vào những năm 1980. Mối quan hệ giữa hai quốc gia này không được chính thức thiết lập cho đến ngày 31 tháng 5 năm 2007. Theo một thông cáo của Vatican, sự kết giao này nhằm thúc đẩy “mối quan hệ hữu nghị lẫn nhau và tăng cường hợp tác quốc tế.”
Mối quan hệ giữa U.A.E. và Tòa Thánh bị ảnh hưởng phần lớn và tượng trưng bởi các quan hệ Kitô giáo - Hồi giáo trong lịch sử. Là một quốc gia Hồi giáo, việc thiết lập mối quan hệ của U.A.E với Tòa Thánh ở cấp đại sứ đã được nhiều người coi là một sự thúc đẩy cho dân số Thiên chúa giáo ở Các tiểu vương quốc Ả Rập thống nhất, với số lượng khoảng một triệu người. Tòa Thánh duy trì mối quan hệ của nó với U.A.E. về cơ bản được định hình bởi giá trị tự do tôn giáo của đất nước cũng như duy trì mối quan hệ thân mật với Giáo hội Công giáo và phê chuẩn xây dựng các địa điểm thờ phượng mới.
Năm 2008, U.A.E. đã gửi một phái đoàn do Abdul Aziz Al Ghurair dẫn đầu để gặp giáo hoàng trong chuyến thăm cấp cao nhất tới Vatican bởi các quan chức Emirati kể từ thời điểm các liên kết được bắt đầu. Nhân dịp này, Ghurair nhận xét rằng U.A.E. muốn thiết lập một mối quan hệ mạnh mẽ với Vatican và tăng cường liên lạc dân sự và tôn giáo. "Chúng tôi hy vọng mối quan hệ này sẽ sớm được hiện thực hóa", ông nói thêm. Giáo hoàng Biển Đức XVI đã đề cập rằng ông tôn trọng những nỗ lực của các nhà lãnh đạo của U.A.E trong việc thúc đẩy sự tha thứ giữa các bên; ngoài ra, Quốc vụ khanh Tòa Thánh, Hồng y Tarcisio Bertone đã mô tả U.A.E. là một mô hình mẫu cho sự tồn tại song hành của các tôn giáo khác nhau, thêm rằng đối thoại giữa các tín ngưỡng là có thể và những người cực đoan chỉ là một số lượng tín đồ hạn chế.
Tại Abu Dhabi, Trung tâm Thông tin đã tổ chức một hội nghị chuyên đề với chủ đề "Vai trò của Vatican trong việc truyền bá các nguyên tắc chung sống trên thế giới và sự khoan dung tôn giáo ở các tiểu vương quốc Ả Rập thống nhất." Diễn đàn, bao gồm những diễn giả chính là Paul-Mounged El-Hachem và Giám mục Paul Hinder, đã tìm cách khuyến khích đối thoại về tình hữu nghị giữa hai bang và vai trò của tôn giáo trong xã hội.
Vào tháng 5 năm 2010, U.A.E. bổ nhiệm đại sứ nữ đầu tiên của mình tại Vatican, Hissa Abdulla Ahmed Al-Otaiba. Từ năm 2016, Tổng Giám mục Francisco Montecillo Padilla đã là sứ thần của Vatican đến Các Tiểu vương quốc Ả Rập Thống nhất.